# Josep Giralt i Balagueró
Josep Giralt i Balagueró ha estat director del Museu de Lleida És llicenciat en Grau per la Facultat de Geografia i Història (Secció Història de l'art) de la Universitat de Barcelona – Divisió Estudi General de Lleida i en Geografia i Història (secció Història de l'art) per la Universitat de Barcelona i màster en “Pirineus, Museologia i Gestió del patrimoni”, per la Facultat de Geografia i Història de la Universitat de Barcelona.

## Trajectòria
La seva activitat professional ha estat vinculada al món de la museologia, la història i l'arqueologia medieval, durant més de 35 anys. Ha estat director del Museu Comarcal de la Noguera i responsable de les excavacions arqueològiques a Balaguer. Actualment és vicepresident del comitè executiu d'ICOM-España.
Com a museòleg ha treballat durant 21 anys en diferents projectes del territori lleidatà, sobretot en el Museu de Balaguer, però també en projectes museològics de l'Ecomuseu de les Valls d'Àneu i del Museu dels Canals d'Urgell de Mollerussa, així com en els continguts del Museu de Lleida: diocesà i comarcal, museu del qual va ser assessor científic del projecte museològic entre 2001 i 2006.
Des de l'abril de 2002 és el director d'Activitats culturals de l'Institut Europeu de la Mediterrània (IEMed), dedicant-se bàsicament a la gestió, la cooperació i l'acció cultural internacional en l'àmbit geogràfic de la regió mediterrània.
Giralt ha participat en projectes museològics i museogràfics de diversa consideració, ha comissariat grans exposicions temporals tant a Catalunya com a Espanya, Grècia, Síria, Egipte, Tunísia, Algèria i Marroc, i ha format part de comitès científics de projectes patrimonials internacionals, d'àmbit europeu i mediterrani. Esporàdicament imparteix docència en cursos de postgrau i màsters d'història i d'arqueologia medieval en universitats catalanes i espanyoles.
Com a comissari ha estat coordinador de l'exposició La Mediterrània del segle xx. Realitats i mirades al Palau Robert de Barcelona l'any 2010, coordinador general de l'exposició La Mediterrània, l'altre origen del món a l'Exposició Universal Shanghai 2010, director de l'exposició Un mar de lleis. De Jaume I a Lepant del IEMed i Museu d'Història de Barcelona. Barcelona el 2008 director de l'exposició Raimundus christianus arabicus. Ramon Llull i l'encontre entre cultures, inaugurada a la Biblioteca Nacional d'Alger (Algèria) i presentada a Barcelona, Palma i Rabat (Marroc), coordinador general de l'exposició Mediterraneum. L'esplendor de la Mediterrània medieval. Segles XIII-XV del Fòrum de les Cultures 2004, IEMed i Museu Marítim de Barcelona l'any 2004, comissari i director tècnic de l'exposició Arqueología islámica en la Marca Superior de al-Andalus al Museu Arqueològic Nacional d'Espanya l'any 1988. Es va jubilar el novembre de 2023.